# Кубок ярмарків 1961—1962
Четвертий Кубок ярмарків між містами відбувся між 1961 і 1962 роками й був виграний іспанською «Валенсією». В черговий раз ряд країн послали представницьку команду одного з головних своїх міст.

## Перший раунд
Матчі проходили від 30 серпня до 25 жовтня 1961 року.
| Команда 1            | Заг. | Команда 2           | 1-й матч | 2-й матч |
| -------------------- | ---- | ------------------- | -------- | -------- |
| «Валенсія»           | 7:1  | «Ноттінгем Форест»  | 2:0      | 5:1      |
| «Юніон Сент-Жилуаз»  | 1:5  | «Гарт оф Мідлотіан» | 1:3      | 0:2      |
| «Кельн»              | 4:4  | «Інтернаціонале»    | 4:2      | 0:2      |
| «Мілан»              | 0:2  | «Нови Сад XI»       | 0:0      | 0:2      |
| «Страсбур»           | 3:13 | «МТК»               | 1:3      | 2:10     |
| «Спартак КПС Брно»   | 3:6  | «Лейпциг XI»        | 2:2      | 1:4      |
| «Ганновер 96»        | 0:3  | «Еспаньйол»         | 0:1      | 0:2      |
| «Базель XI»          | 2:5  | «Црвена Звезда»     | 1:1      | 1:4      |
| «Гіберніан»          | 6:4  | «Белененсеш»        | 3:3      | 3:1      |
| «Ліон»               | 6:7  | «Шеффілд Венсдей»   | 4:2      | 2:5      |
| «Західний Берлін XI» | 1:5  | «Барселона»         | 1:0      | 0:3      |
| «Копенгаген XI»      | 4:9  | «Динамо» (Загреб)   | 2:7      | 2:2      |

Плей-оф
| Команда 1        | Рахунок | Команда 2 |
| ---------------- | ------- | --------- |
| «Інтернаціонале» | 5:3     | «Кельн»   |

## 1/8 фіналу
Матчі проходили від 26 жовтня до 23 грудня 1961 року.
| Команда 1           | Заг. | Команда 2         | 1-й матч | 2-й матч |
| ------------------- | ---- | ----------------- | -------- | -------- |
| «Лозанна»           | 3:4  | «Валенсія»        | 3:4      |          |
| «Гарт оф Мідлотіан» | 0:5  | «Інтернаціонале»  | 0:1      | 0:4      |
| «Іракліс»           | 3:10 | «Нови Сад XI»     | 2:1      | 1:9      |
| «МТК»               | 3:3  | «Лейпциг XI»      | 3:0      | 0:3      |
| «Еспаньйол»         | 5:3  | «Бірмінгем Сіті»  | 5:2      | 0:1      |
| «Црвена Звезда»     | 5:0  | «Гіберніан»       | 4:0      | 1:0      |
| «Шеффілд Венсдей»   | 4:1  | «Рома»            | 4:0      | 0:1      |
| «Барселона»         | 7:3  | «Динамо» (Загреб) | 5:1      | 2:2      |

Плей-оф
| Команда 1 | Рахунок | Команда 2    |
| --------- | ------- | ------------ |
| «МТК»     | 2:0     | «Лейпциг XI» |

## 1/4 фіналу
Матчі проходили від 1 лютого до 28 березня 1962 року.
| Команда 1         | Заг. | Команда 2        | 1-й матч | 2-й матч |
| ----------------- | ---- | ---------------- | -------- | -------- |
| «Валенсія»        | 5:3  | «Інтернаціонале» | 2:0      | 3:3      |
| «Нови Сад XI»     | 2:6  | «МТК»            | 1:4      | 1:2      |
| «Еспаньйол»       | 2:6  | «Црвена Звезда»  | 2:1      | 0:5      |
| «Шеффілд Венсдей» | 3:4  | «Барселона»      | 3:2      | 0:2      |

## 1/2 фіналу
Матчі проходили від 18 квітня до 2 травня 1962 року.
| Команда 1       | Заг. | Команда 2   | 1-й матч | 2-й матч |
| --------------- | ---- | ----------- | -------- | -------- |
| «Валенсія»      | 10:3 | «МТК»       | 3:0      | 7:3      |
| «Црвена Звезда» | 1:6  | «Барселона» | 0:2      | 1:4      |

## Фінал

### Перший матч
| 8 вересня 1962 |

| «Валенсія»                                     | 6:2      | «Барселона»   |
| ---------------------------------------------- | -------- | ------------- |
| Йосу 14', 42' Гільйот 35', 54', 67' Нуньєс 74' | Протокол | Кочиш 4', 20' |

| Месталья, Валенсія Глядачів: 65 000 Арбітр: Жозеф Барберан |

### Другий матч
| 12 вересня 1962 |

| «Барселона» | 1:1      | «Валенсія»  |
| ----------- | -------- | ----------- |
| Кочиш 46'   | Протокол | Гільйот 87' |

| Камп Ноу, Барселона Глядачів: 50 000 Арбітр: Джуліо Кампанаті |